# 210-й штурмовий авіаційний полк (СРСР)
210-й штурмовий авіаційний Севастопольський Червонопрапорний ордена Кутузова полк (210-й шап) — військова частина, авіаційний полк у складі ВПС СРСР часів Другої світової війни.

## Історія і бойовий шлях
Сформований у жовтні 1940 року в Одеському військовому окрузі (ОдВО), як 210-й ближньобомбардувальний авіаційний полк. Полк двухескадрильного складу був озброєний бомбардувальниками Су-2. Базувався на аеродромах Первомайськ і Шайтарове (Миколаївська область). Входив до складу 45-ї змішаної авіаційної дивізії ВПС ОдВО.
З початком німецько-радянської війни діяв у складі тієї ж дивізії ВПС Південного фронту. За період з червня 1941 по квітень 1942 року льотчики полку здійснили 3474 бойових вильоти на літаках Су-2. На бойові позиції і скупчення військ супротивника було скинуто 16 тисяч бомб різного калібру, знищено і пошкоджено 2191 автомашини, 217 танків, багато іншої бойової техніки і живої сили ворога.
Навесні 1942 року виведений з фронту на тиловий аеродром Глибоке (Ростовська область), де був перетворений у 210-й штурмовий авіаційний полк. Полк був переозброєний на штурмовики Іл-2.
У травні 1942 року 210-й шап був включений до складу 230-ї штурмової авіаційної дивізії 4-ї повітряної армії.
З травня 1944 року й до кінця війни 210-й шап діяв у складі 136-ї штурмової авіаційної дивізії 17-ї повітряної армії.

## Нагороди і почесні звання
- Орден Червоного Прапора — Указ Президії ВР СРСР від 02.08.1944 р. — «За заслуги в героїчній обороні Кавказу, за участь у звільненні від німецько-фашистських загарбників Кубані, Тамані, Керченського і Кримського півостровів, де льотний склад полку виявив виняткові зразки дисципліни, мужності і відваги».
- Севастопольський — Наказ Верховного Головнокомандувача № 0134 від 24.05.1944 р. — «За відмінну дисципліну, організацію бойової роботи, копітку роботу всього особового складу і за героїчне безсмертя подвигу героїв-льотчиків, внесений бойовий внесок у справу розгрому німецьких окупантів у місті Севастополі, за повну перемогу у звільненні міста Севастополя».
- Орден Кутузова 3-го ступеня — Указ Президії ВР СРСР від 24.04.1945 р. — «За участь у вигнанні військ супротивника з території Румунії, за розгром супротивника на території Угорщини і Австрії, за участь у взятті міст Будапешт і Відень».

## Командири полку
- Кожемякін Олександр Володимирович, майор, підполковник (10.1940 — 10.1941 рр);
- Володін С. В., майор (10.1941 — 1942);
- Іллєнко Олександр Микитович, майор (04.1942 — 07.1942);
- Зуб Микола Антонович, майор, підполковник (07.1942 — 07.1943, загинув);
- Галущенко Микола Кирилович, рідполковник (07.1943 — 11.1943, загинув);
- Кондратков Артем Леонтійович, майор (11.1943 — 03.1945, загинув);
- Заблудовський Олександр Юрійович, підполковник (03.1945 — 03.1947).

## Герої полку
- Зуб Микола Антонович — підполковник, командир полку (Указ Президії ВР СРСР від 13.04.1944, посмертно);
- Демидов Володимир Олексійович — лейтенант, командир ланки (Указ Президії ВР СРСР від 26.10.1944, у складі 7-го гв. шап);
- Єсауленко Микола Савелійович — старший лейтенант, командир ескадрильї (Указ Президії ВР СРСР від 18.08.1945);
- Калінін Микола Микитович — молодший лейтенант, льотчик (Указ Президії ВР СРСР від 04.02.1944, посмертно);
- Карабут Іван Лаврентійович — молодший лейтенант, льотчик (Указ Президії ВР СРСР від 04.02.1944, у складі 7-го гв. шап);
- Мельников Микола Кирилович — лейтенант, командир ланки (Указ Президії ВР СРСР від 01.07.1944);
- Павлов Іван Михайлович — лейтенант, командир ланки (Указ Президії ВР СРСР від 23.02.1945);
- Панін Іван Іванович — майор, штурман полку (Указ Президії ВР СРСР від 01.07.1944, посмертно);
- Прохоров Євген Петрович — старший лейтенант, командир ескадрильї (Указ Президії ВР СРСР від 23.02.1945);
- Сивков Григорій Флегонтович — капітан, штурман полку (Укази Президії ВР СРСР від 04.02.1944 та 18.08.1945);
- Синьков Анатолій Іванович — лейтенант, заступник командира ескадрильї (Указ Президії ВР СРСР від 13.04.1944, позбавлений звання);
- Ткаченко Михайло Миколайович — лейтенант, командир ланки (Указ Президії ВР СРСР від 13.04.1944);
- Трухов Андрій Гнатович — лейтенант, льотчик (Указ Президії ВР СРСР від 18.08.1945, у складі 103-го шап).